# Taira (genre)
Pour les articles homonymes, voir Taira (homonymie).
Genre
Taira est un genre d'araignées aranéomorphes de la famille des Amaurobiidae.

## Distribution
Les espèces de ce genre se rencontrent en Chine, au Japon et en Malaisie.

## Liste des espèces
Selon World Spider Catalog (version 22.5, 18/08/2021) :
- Taira borneoensis Zhao, Wang, Irfan & Zhang, 2021
- Taira cangshan Zhang, Zhu & Song, 2008
- Taira concava Zhang, Zhu & Song, 2008
- Taira decorata (Yin & Bao, 2001)
- Taira flavidorsalis (Yaginuma, 1964)
- Taira gyaisiensis Zhao, Wang, Irfan & Zhang, 2021
- Taira latilabiata Zhang, Zhu & Song, 2008
- Taira liboensis Zhu, Chen & Zhang, 2004
- Taira nyagqukaensis Zhao, Wang, Irfan & Zhang, 2021
- Taira obtusa Zhang, Zhu & Song, 2008
- Taira qiuae Wang, Jäger & Zhang, 2010
- Taira sichuanensis Wang, Jäger & Zhang, 2010
- Taira sulciformis Zhang, Zhu & Song, 2008
- Taira wanzhouensis Zhao, Wang, Irfan & Zhang, 2021
- Taira xuanenensis Zhao, Wang, Irfan & Zhang, 2021
- Taira yangi Zhao, Wang, Irfan & Zhang, 2021
- Taira zhui Wang, Jäger & Zhang, 2010

## Publication originale
- Lehtinen, 1967 : « Classification of the cribellate spiders and some allied families, with notes on the evolution of the suborder Araneomorpha. » Annales Zoologici Fennici, vol. 4, p. 199-468.